# Iwata (Šizuoka)
Iwata (japonsky:磐田市 Iwata-ši) je japonské město v prefektuře Šizuoka na ostrově Honšú. Žije zde přes 166 tisíc obyvatel. Město je slavné díky proslulému fotbalového klubu Júbilo Iwata.

## Slavné osobnosti
- Džun Mizutani (* 1989) - japonský hráč stolního tenisu
- Masami Nagasawaová (* 1987) - japonská herečka a modelka
- Saori Acumiová (* 1989) - japonská zpěvačka a skladatelka

## Partnerská města
- Dagupan, Filipíny (19. únor 1975)
- Mountain View, Kalifornie, Spojené státy americké (4. červen 1976)